# Generalrepetition
Generalrepetition, vardagligt genrep, är (ofta) den sista repetitionen av exempelvis en teaterföreställning eller en konsert före premiären. Den kan ibland vara offentlig, därmed kan av kommersiella skäl ibland fler repetitioner (till exempel även den näst sista) kallas för generalrepetition, eftersom en generalrepetition av naturliga skäl motiverar högre biljettpriser än en vanlig repetition.
Den engelska termen för motsvarande repetition är dress rehearsal, vilket sätter fokus på att det är den repetition då all kostym, mask och rekvisita ska användas. På engelska används även termen technical rehearsal ("tech rehearsal") där man särskilt lägger vikt på att repetera funktioner som utförs med scenteknik, till exempel ljudteknik och utrustning för ljussättning.